# .bv
.bv је највиши Интернет домен државних кодова (ccTLD) за Буве острво, које је ненастањено. Администриран је од стране UNINETT Norid, али није у употреби.